# سيتشيرو أوكونو
سيتشيرو أوكونو (باليابانية: 奥野 誠一郎) (26 يوليو 1974 في فوكوي في اليابان – )؛ هو لاعب كرة قدم ياباني سابق كان يلعب كمدافع.

## وصلات خارجية
- سيتشيرو أوكونو على موقع رابطة كرة القدم اليابانية للمحترفين (اليابانية)
- سيتشيرو أوكونو على موقع قاعدة بيانات كرة القدم.إي يو (الإنجليزية)
- سيتشيرو أوكونو على موقع عالم كرة القدم.نت (الإنجليزية)